# Емельянов, Пётр Иванович
Пётр Иванович Емельянов  (1916 — 01.10.1949) — командир отделения разведки 282-го стрелкового полка (175-я стрелковая дивизия, 47-я армия, 1-й Белорусский фронт), участник Великой Отечественной войны, кавалер ордена Славы трёх степеней.

## Биография
Родился в 1916 году в селе Слободзея Тираспольского уезда Херсонской губернии (ныне город Слободзейского района Приднестровской Молдавской республики) в семье потомственных казаков. Русский.
Отец и старший брат — участники Первой мировой войны, георгиевские кавалеры. Окончил начальную школу. В 1937 году семья, как зажиточная, была раскулачена, отец выслан в Сибирь, но сын остался в селе, вступил в колхоз.
В июне 1940 года Слободзейским райвоенкоматом был призван в Красную Армию. Службу проходил в кавалерии (в Одесском военном округе).
Участник Великой Отечественной войны с первых дней. С боями отступал на восток, был дважды ранен — в мае 1942 года и в марте 1943 года. Осенью 1943 года сражался в составе отдельной моторазведывательной роты 56-й армии. За отличие в боях при прорыве «Голубой линии», освобождении станиц Натухаевская и Джигинка награждён орденом Красной Звезды. В апреле 1944 года вступил в ВКП(б).
К весне 1944 года сражался в рядах 282-го Свердловского стрелкового полка 175-й Уральской стрелковой дивизии. В её составе прошёл до конца войны, воевал командиром стрелкового отделения, затем командиром отделения разведки.
Дивизия входила в состав 47-й армии 1-го Белорусского фронта, участвовала в освобождении города Ковеля (Волынская область, Украина), за что удостоена почётного наименования «Ковельской».
26 марта 1944 года в ходе уличных боев в городе Ковель сержант П. И. Емельянов под сильным огнём противника ворвался в дом, превращённый в огневую точку, и гранатами уничтожил 9 гитлеровцев. К вечеру того же дня при отражении контратаки противника огнём из автомата истребил ещё 3 вражеских солдат.
Приказом по 175-й стрелковой дивизии (№ 75/н) от 14 апреля 1944 года сержант Емельянов Пётр Иванович награждён орденом Славы 3-й степени.
18 июля 1944 года при прорыве обороны противника северо-западнее села Смидынь (Старовыжевский район Волынской области, Украина) сержант П. И. Емельянов ворвался в траншею, забросал гранатами ручной пулемёт и истребил около 20 гитлеровцев. 21 июля 1944 года при форсировании реки Западный Буг в числе первых преодолел реку, забросал гранатами вражескую миномётную батарею и подавил 2 пулемёта. В ходе преследования отступающего противника на территории Польши вместе с товарищами захватил и удерживал мост. Бойцы под его командованием уничтожили 15 гитлеровцев и 5 взяли в плен.
Приказом по войскам 47-й армии (№ 116/н) от 27 сентября 1944 года сержант Емельянов Пётр Иванович награждён орденом Славы 2-й степени.
В начале августа 1944 года дивизия вышла к реке Висла под Варшавой. В этих боях был легко ранен. После выздоровления вернулся в свою роту.
3 марта 1945 года в бою у населённого пункта Геберсдорф (16 км юго-восточнее города Грыфино, Польша) сержант П. И. Емельянов с отделением отразил контратаку противника, удержал занимаемый рубеж, при этом лично уничтожил 5 гитлеровцев, а 4 взял в плен. За это бой был представлен к награждению орденом Славы 1-й степени.
В середине апреля 1945 года дивизия с плацдарма на Одере участвовала в боях по прорыву оборонительной полосы под Берлином и штурме самой немецкой столицы. В этих боях сержант П. И. Емельянов был вновь ранен — легко в ногу. Находясь в госпитале, попал под бомбовый удар гитлеровских самолётов, в результате получил тяжёлое ранение — полностью потерял зрение, лицо был изувечено.
В госпитале встретил день Победы, узнал о последней награде.
Указом Президиума Верховного Совета СССР от 31 мая 1945 года сержант Емельянов Пётр Иванович награждён орденом Славы 1-й степени. Стал полным кавалером ордена Славы.
Долечивался в госпитале в городе Оренбург. Только после письма начальника госпиталя жене в июле 1945 года вернулся к родным. Фронтовику-инвалиду вернули дом, реквизированный в 1937 году. Однако полученные раны подорвали здоровье. Скончался 1 октября 1949 года. Похоронен на русском кладбище города Слободзея.

## Награды
- Орден Красной Звезды(12.10.1943)[3]
- Орден Славы 1-й степени (31.05.1945)[4][2]
- Орден Славы 2-й степени (27.09.1944)[5][2]
- Орден Славы 3-й степени (14.04.1944)[6][2]

- Медаль «За победу над Германией в Великой Отечественной войне 1941—1945 гг.» (9 мая 1945[7])[8]
- Медаль «За взятие Берлина» (9 июня 1945[9])

## Память
- На могиле героя установлен надгробный памятник.
- В городе Слободзея заложен Сквер памяти П. И. Емельянова.